# Primera Liga de Eslovenia 2013-14
La PrvaLiga de Eslovenia 2013/14 fue la 23.ª edición de la PrvaLiga (en español: Primera Liga) desde su creación en 1991. También conocida por la abreviatura 1. SNL, la PrvaLiga está compuesta por los diez mejores clubes de Eslovenia, que compiten por el título de campeones nacionales. La temporada comenzó el 13 de julio de 2013 y finalizó el 25 de mayo de 2014.
Maribor es el campeón defensor, después de haber ganado el 11° título liguero en la temporada anterior. La temporada tiene ocho equipos de la temporada 2012/13 y dos equipos de la 2. SNL (segunda división) 2012/13: Zavrč, que ascendió directamente como campeón de la 2. SNL y Krka, que fue promovido como tercer mejor clasificado. El equipo peor ubicado durante la temporada anterior, Aluminij, descendió a la 2. SNL, mientras que al Mura 05 se le negó una licencia por la Federación Eslovena de Fútbol debido a la mala situación financiera del club, y en las semanas siguientes quedó en quiebra.

## Equipos participantes
| Equipo   | Ciudad      | Estadio       | Capacidad1 |
| -------- | ----------- | ------------- | ---------- |
| Celje    | Celje       | Arena Petrol  | 13.006     |
| Domžale  | Domžale     | Športni Park  | 2.813      |
| Gorica   | Nova Gorica | Športni Park  | 3.066      |
| Koper    | Koper       | Bonifika      | 4.047      |
| Krka     | Novo Mesto  | Portoval      | 1.500      |
| Maribor  | Maribor     | Ljudski vrt   | 12.994     |
| Olimpija | Liubliana   | Stožice       | 16.038     |
| Rudar    | Velenje     | Ob Jezeru     | 2.341      |
| Triglav  | Kranj       | Stanko Mlakar | 2.029      |
| Zavrč    | Zavrč       | Športni Park  | 1.200      |

1Solo se cuentan las plazas de asiento. Algunos estadios (por ejemplo: Mura 05, Nafta, Rudar) también tienen áreas donde los aficionados están de pie.

## Tabla de posiciones
|           |    | Equipo   | PJ | PG | PE | PP | GF | GC | Dif | Pts |
| --------- | -- | -------- | -- | -- | -- | -- | -- | -- | --- | --- |
|           | 1  | Maribor  | 36 | 24 | 5  | 7  | 78 | 31 | +47 | 77  |
|           | 2  | Koper    | 36 | 21 | 6  | 9  | 52 | 36 | +16 | 69  |
|           | 3  | Rudar    | 36 | 18 | 9  | 9  | 55 | 33 | +22 | 63  |
|           | 4  | Gorica   | 36 | 16 | 10 | 10 | 60 | 32 | +28 | 58  |
|           | 5  | Zavrč    | 36 | 16 | 5  | 15 | 58 | 63 | -5  | 53  |
|           | 6  | Domžale  | 36 | 10 | 15 | 11 | 47 | 36 | +11 | 45  |
|           | 7  | Olimpija | 36 | 12 | 6  | 18 | 38 | 56 | -18 | 42  |
|           | 8  | Celje    | 36 | 10 | 7  | 19 | 30 | 58 | -28 | 37  |
|           | 9  | Krka     | 36 | 8  | 7  | 21 | 31 | 64 | -33 | 31  |
| Descendió | 10 | Triglav  | 36 | 6  | 8  | 22 | 34 | 74 | -40 | 26  |

|  | Clasificado para la segunda fase previa de la Liga de Campeones de la UEFA 2014-15  |
|  | Clasificado para la segunda fase previa de la de la Liga Europea de la UEFA 2014-15 |
|  | Clasificado para la primera fase previa de la de la Liga Europea de la UEFA 2014-15 |
|  | Play-off de descenso                                                                |
|  | Descenso a la 2. SNL                                                                |

| Bandera de Eslovenia          |
| Campeón NK Maribor 12° título |

### Play-off de descenso
Krka, que terminó en el noveno lugar en la liga, debía jugar el play-off para evitar el descenso contra el Radomlje, quien terminó segundo en la 2. SNL 2013/14. Sin embargo, Dob, campeón de la 2. SNL 2013-14, rechazó la promoción a la PrvaLiga. Por lo tanto, Radomlje asciende directamente a la PrvaLiga y el play-off de descenso se cancela, asegurando el lugar de Krka en la primera división.

## Goleadores
Actualizado el 25 de mayo de 2014.
| Pos. | Jugador             | Club           | Goles |
| ---- | ------------------- | -------------- | ----- |
| 1    | Mate Eterović       | Rudar          | 19    |
| 2    | Massimo Coda        | Gorica         | 18    |
| 3    | Nusmir Fajić        | Maribor        | 16    |
| 4    | Jean-Philippe Mendy | Maribor        | 14    |
| 5    | Marcos Tavares      | Maribor        | 13    |
| 6    | Gianluca Lapadula   | Gorica         | 11    |
| 6    | Josh Parker         | Domžale        | 11    |
| 8    | Goran Galešić       | Koper          | 10    |
| 8    | Nik Omladič         | Olimpija       | 10    |
| 8    | Benjamin Verbič     | Celje          | 10    |
| 11   | Matija Smrekar      | Zavrč          | 9     |
| 11   | Jaka Štromajer      | Koper          | 9     |
| 13   | Gianvito Misuraca   | Gorica         | 8     |
| 13   | Slobodan Vuk        | Domžale        | 8     |
| 13   | Saša Živec          | Gorica/Domžale | 8     |